# 김민휘
김민휘(1992년 2월 22일~)는 대한민국의 골프 선수이다.